# Phalera acuta
Phalera acuta är en fjärilsart som beskrevs av M.Gaede 1930. Phalera acuta ingår i släktet Phalera och familjen tandspinnare. Inga underarter finns listade i Catalogue of Life.